# Martin Bratanov
Martin Bratanov, né en Bulgarie le 20 septembre 1974, est un pongiste belge.

## Carrière
Fils d'un footballeur bulgare de haut niveau, il a débuté le tennis de table à l'âge de 7 ans.
À 15 ans, il remporte son premier titre national et part en Belgique pour progresser car les structures d'entrainement de haut niveau n'existent pas en Bulgarie. Il obtiendra la nationalité belge en 2000.
En Belgique, il s'entraîne avec Jean-Michel Saive et Philippe Saive.
En 1999, il rejoint l'équipe de Caen TTC qui vient d'être champion d'Europe et complète un effectif impressionnant en étant le n°4 de l'équipe derrière Wang Liqin, Jorgen Persson et Damien Eloi.
Lors de sa première saison, il coûte le titre au Caen TTC. En effet, il est aligné lors d'un match sans être qualifié, et Caen perd sur tapis vert, ce qui permet au Levallois Sporting Club d'être sacré une nouvelle fois.
Après le départ des meilleurs, Bratanov se retrouve n°1 de son club et peine à assumer son statut de leader de l'équipe. Caen descend alors du Championnat de France Pro A de tennis de table.
Il est alors recruté par la VGA Saint-Maur en 2005 pour évoluer en Championnat de France Pro B de tennis de table.
En 2009, Il rejoint le TT Citibank Virton qu'il quitte un an plus tard.